# Ronfe
Ronfe ist eine Kleinstadt im Norden Portugals.

## Geschichte
Die Ortsbezeichnung geht auf den Einfall germanischer Stämme ab dem 5. Jahrhundert zurück, ausgehend vom Namen Ranulfus, möglicherweise ein namensgebender Landbesitzer. Im 8. Jahrhundert hatte die Ortsbezeichnung die Form Rauffi angenommen. Erstmals offiziell erwähnt wurde der Ort im Jahr 1033 in einem Dokument zum Landkreis „Villa Belmit“, der aus Ronfe und Vermil bestand. Seit dem 14. Jahrhundert hieß der Kreis Couto de Ronfe.
Bis zu den Verwaltungsreformen nach der Liberalen Revolution 1822 blieb Ronfe Sitz des kleinen Landkreises, bestehend aus den Gemeinden Ronfe, Vermil, und einem Teil der Gemeinde Mogege. Der Kreisrat bestand aus zwölf Räten, einem Staatsanwalt bzw. Regierungsvertreter, und einem Richter, der zudem Bürgermeister war. Ronfe war administrativ Guimarães und militärisch Braga unterstellt.
1834 wurde der damalige Kreis (Couto) von Ronfe aufgelöst und als Gemeinde dem Kreis Guimarães angegliedert.
1999 wurde Ronfe zur Vila (dt.: Kleinstadt) erhoben.

## Verwaltung
Ronfe ist Sitz der gleichnamigen Gemeinde (Freguesia) im Kreis (Concelho) von Guimarães im Distrikt Braga. Die Gemeinde besitzt eine Fläche von 5,0 km² und hat 4496 Einwohner (Stand 19. April 2021).
Die Gemeinde besteht nur aus der Kleinstadt Ronfe und einzelnen kleinen Landgütern, meist Weingüter.

## Wirtschaft
Wichtigster Arbeitgeber in der Gemeinde sind die Industriebetriebe, insbesondere die hier ansässigen Textilunternehmen. Die traditionell wichtige Landwirtschaft hat stark an Bedeutung verloren, zu nennen sind hier noch einige Weingüter. Nur im Nebenerwerb spielt der Anbau von Obst und Gemüse noch eine Rolle, wenn auch untergeordnet.

## Söhne und Töchter der Gemeinde
- Aurora Cunha (* 1959), olympische Leichtathletin, mehrmalige Straßenlauf-Weltmeisterin und Marathongewinnerin